# Nichterfüllung
Nichterfüllung ist in der Rechtsprechung die fehlende Erfüllung einer Leistungspflicht. Diese führt auch nach der Schuldrechtsreform zu einer Pflichtverletzung nach § 280 BGB. Die Nichterfüllung ist von der Schlechterfüllung zu unterscheiden, was sich u. a. aus § 340 und § 341 BGB zeigt.
Die Nichterfüllung begründet für sich allein noch keinen Schadenersatzanspruch. Dieser ergäbe sich nur bei Hinzutreten weiterer Voraussetzungen.
Die Nichterfüllung kann aus Unmöglichkeit, aus Leistungsverweigerung oder aus Verzögerung der Leistungserbringung resultieren, so dass sich danach die Rechtsfolgen ergeben.